# Hyperthymesie
Hyperthymesie is de toestand van het bezit van een uiterst gedetailleerd autobiografisch geheugen. Mensen met hyperthymesie herinneren zich buitengewoon veel van hun levenservaringen.
Amerikaanse neurobiologen Elizabeth Parker, Larry Cahill en James McGaugh constateerden dat er twee definities van de kenmerken van hyperthymesie in omloop zijn: het besteden van een buitensporige hoeveelheid tijd aan denken over het persoonlijk verleden en het vermogen tot het zich herinneren van opmerkelijk veel specifieke gebeurtenissen uit het persoonlijk verleden.
Het woord hyperthymesie is afgeleid van de Oudgriekse woorden hyper (overdreven) en thymesis (herinneren).

## Varia
De thriller Memory Man (2015, Nederlandse vertaling De geheugenman) van David Baldacci betreft een verhaal over een persoon die lijdt aan hyperthymesie en over het nut die deze aandoening blijkt te kunnen hebben bij het oplossen van misdrijven.
In de Amerikaanse televisieserie Unforgettable lijdt het hoofdpersonage Carrie Wells aan hyperthymesie, hetgeen haar als politierechercheur helpt bij het oplossen van misdaden. Ook in de Amerikaanse televisieserie House M.D. wordt in seizoen 7, aflevering 12 "You Must Remember This", een patiënt met deze aandoening behandeld.